# کاتالین ماروشی
 کاتالین ماروشی (مجاری: Marosi Katalin؛ زادهٔ ۱۲ نوامبر ۱۹۷۹) یک تنیس‌باز اهل مجارستان است. 